# ثقافة أردنية

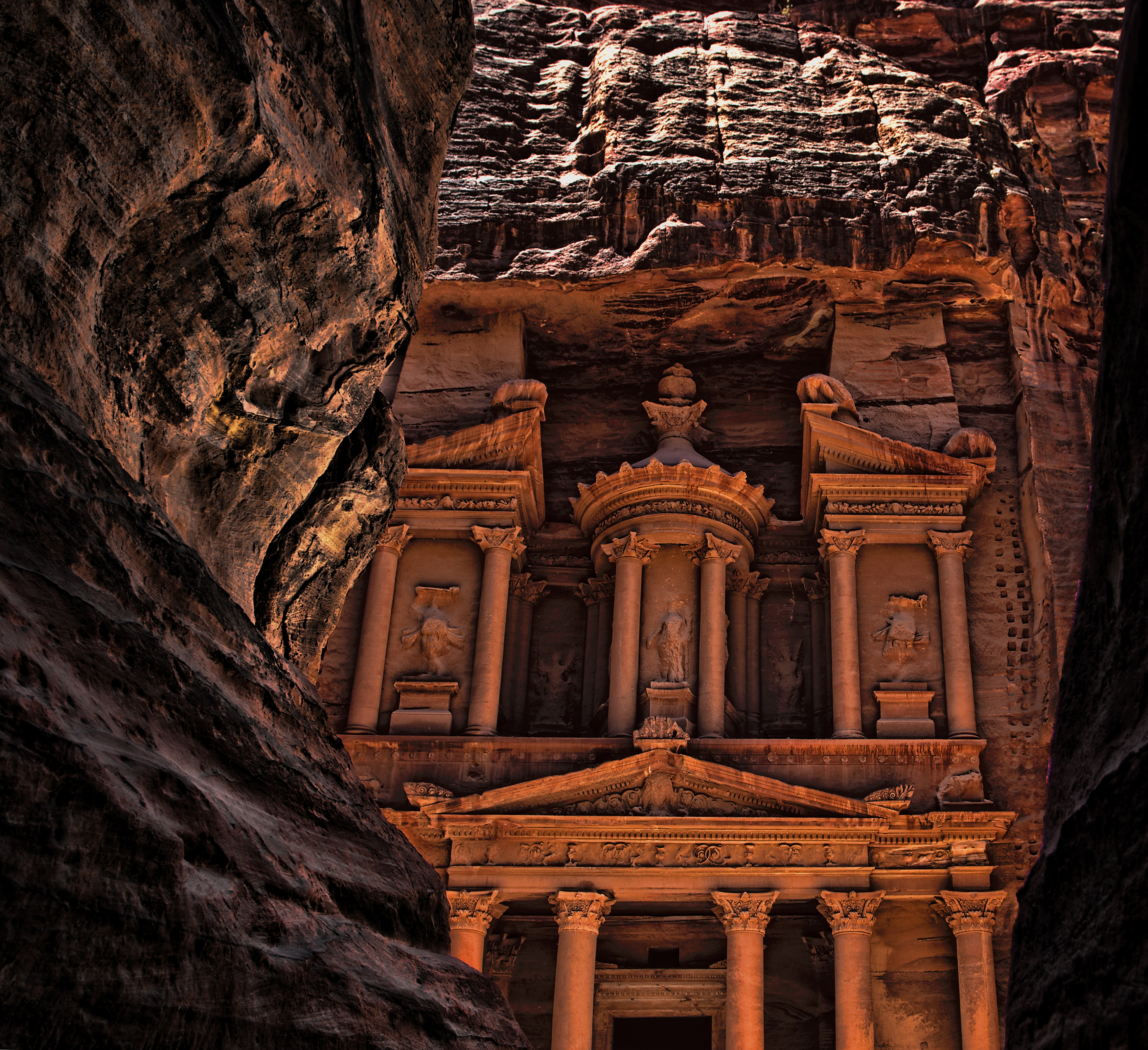
الخزنة (البتراء).

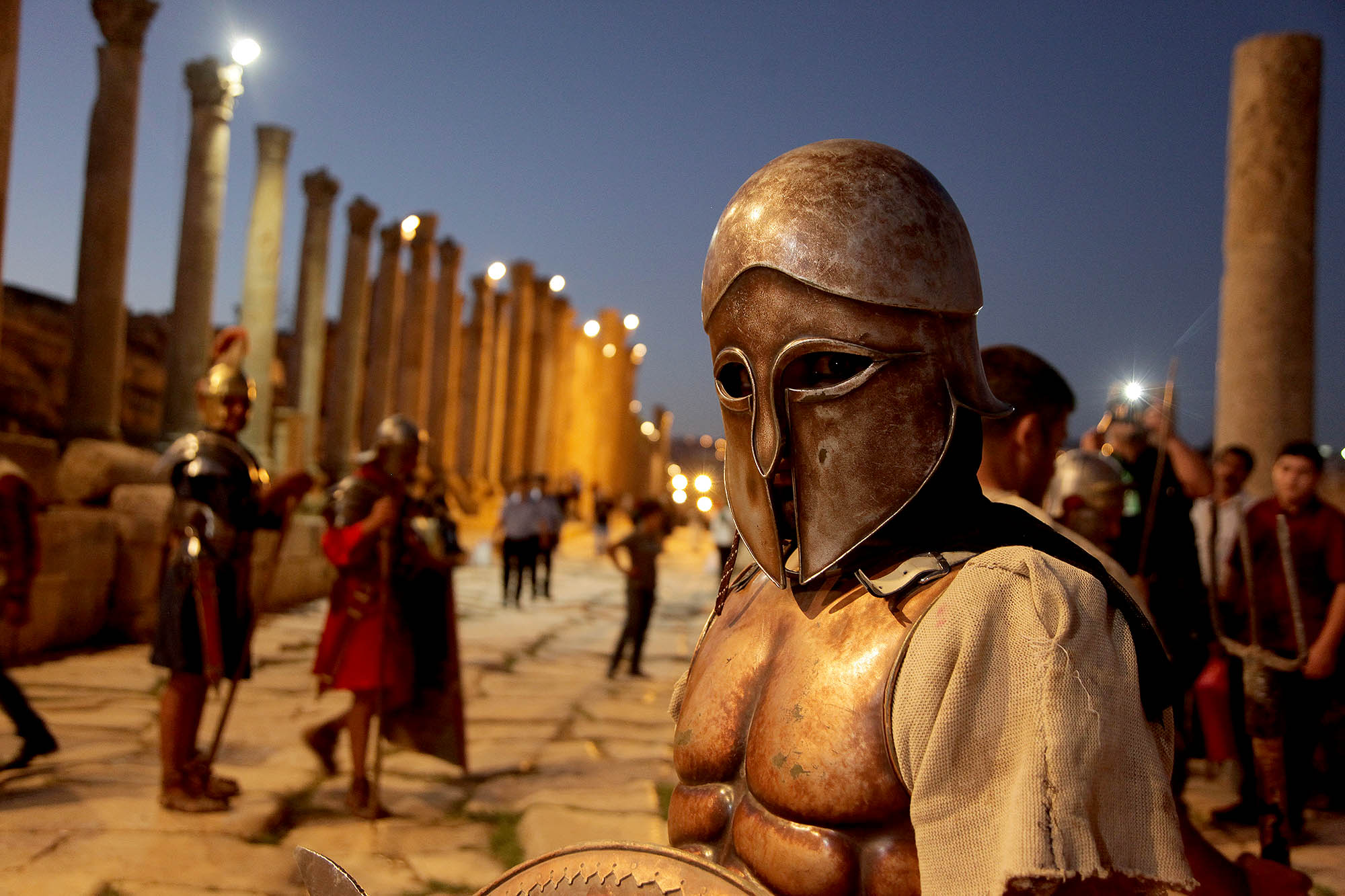
مهرجان جرش الثقافي
2018.

تعدّ الثقافة الأردنية امتداداً لعدة ثقافات، فالأردن بلد ضارب جذوره في التاريخ، تعاقبت عليه عدة حضارات وقامت عليه ممالك وكيانات امتدت من بصرى الشام وحتى مدائن صالح، كما شهدت أراضيه أحداثا مهمة ذكرت في التاريخ الإسلامي.
وقد كان للمملكة الأردنية تقاطعا مع قارات العالم القديم الثلاثة، ويبدو دائما أن هناك شكلا من أشكال التنوع في أي نقاط معينة نظرا لموقعها. الجوانب البارزة للثقافة تشمل الموسيقى والرياضة خاصة كرة القدم وكرة السلة، فضلا عن الرياضات الأخرى المستوردة أساسا من أوروبا الغربية والولايات المتحدة.

## العادات والتقاليد
العادات العربية الموجودة في المنطقة، ستجدها في الأردن، إذ أن العادات المتعلقة بالكرم وحسن المعاملة للضيف، والمعاملة ما بين الأشخاص، وغيرها لن تجد فيها الكثير من الاختلاف ما بين الأردن وباقي الدول العربية، مما يميز الأردن هو التجانس والتمازج ما بين ثقافته، وثقافة البلاد المحيطة به، مثل السعودية والعراق وفلسطين وسورية.

### الزي الأردني

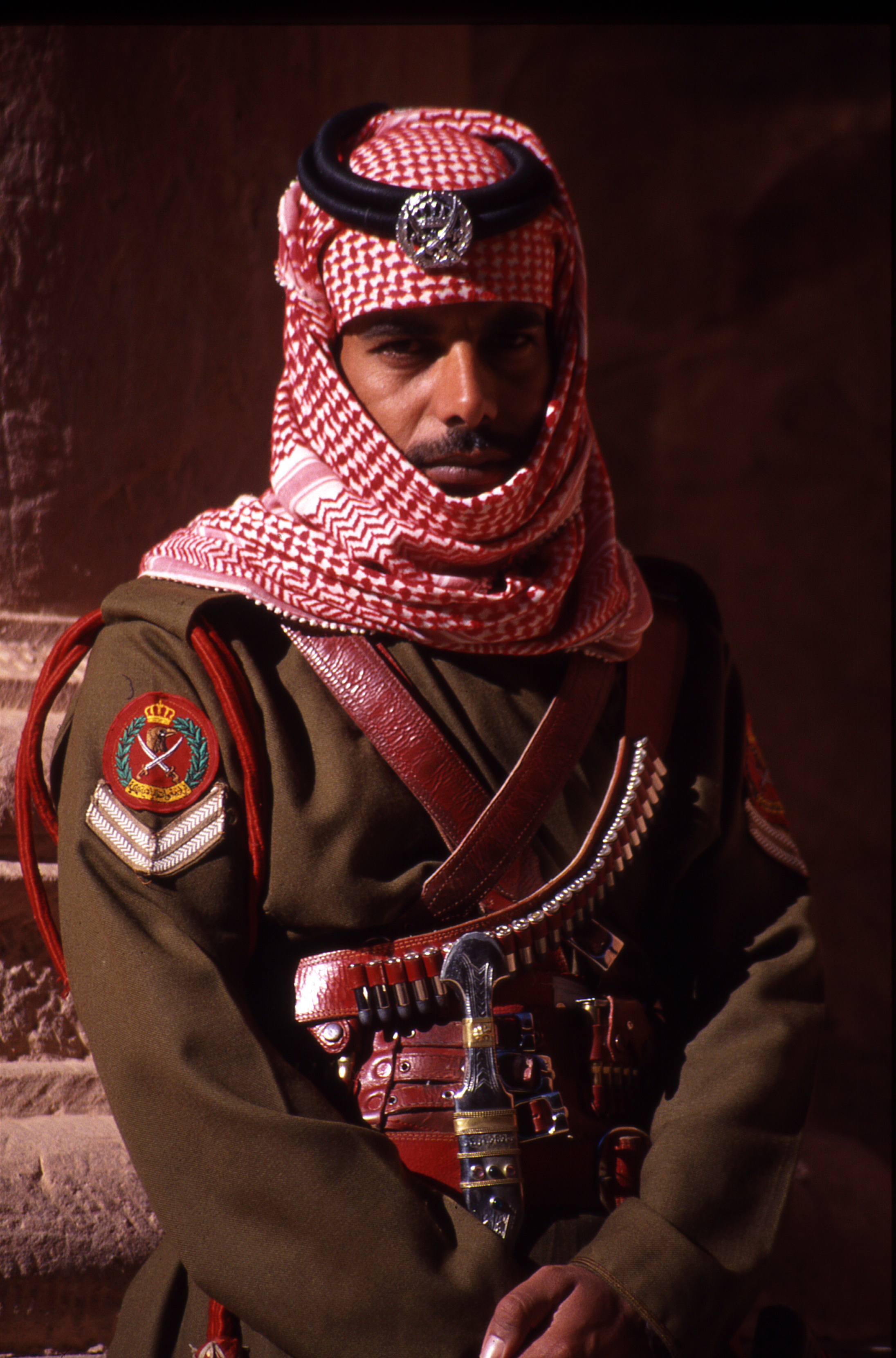
جندي أردني يرتدي الشماغ الأحمر و العقال.

### البيت الأردني(بيت الشعر)

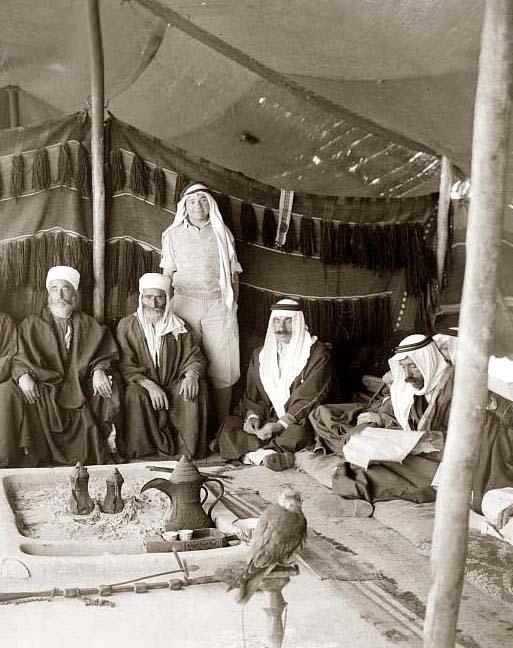
بيت شعر أردني.

### القضاء العشائري
القضاء العشائري في الأردن، هو عرف قديم شائع بين العشائر الأردنية، به تحفظ الحقوق والأعراض والأموال، ويقوم عليه قضاة من خيرة الرجال المعروفين بسرعة الفراسة والبداهة والنباهة، والحكمة والحنكة، والحصافة والكياسة.

## المطبخ الأردني

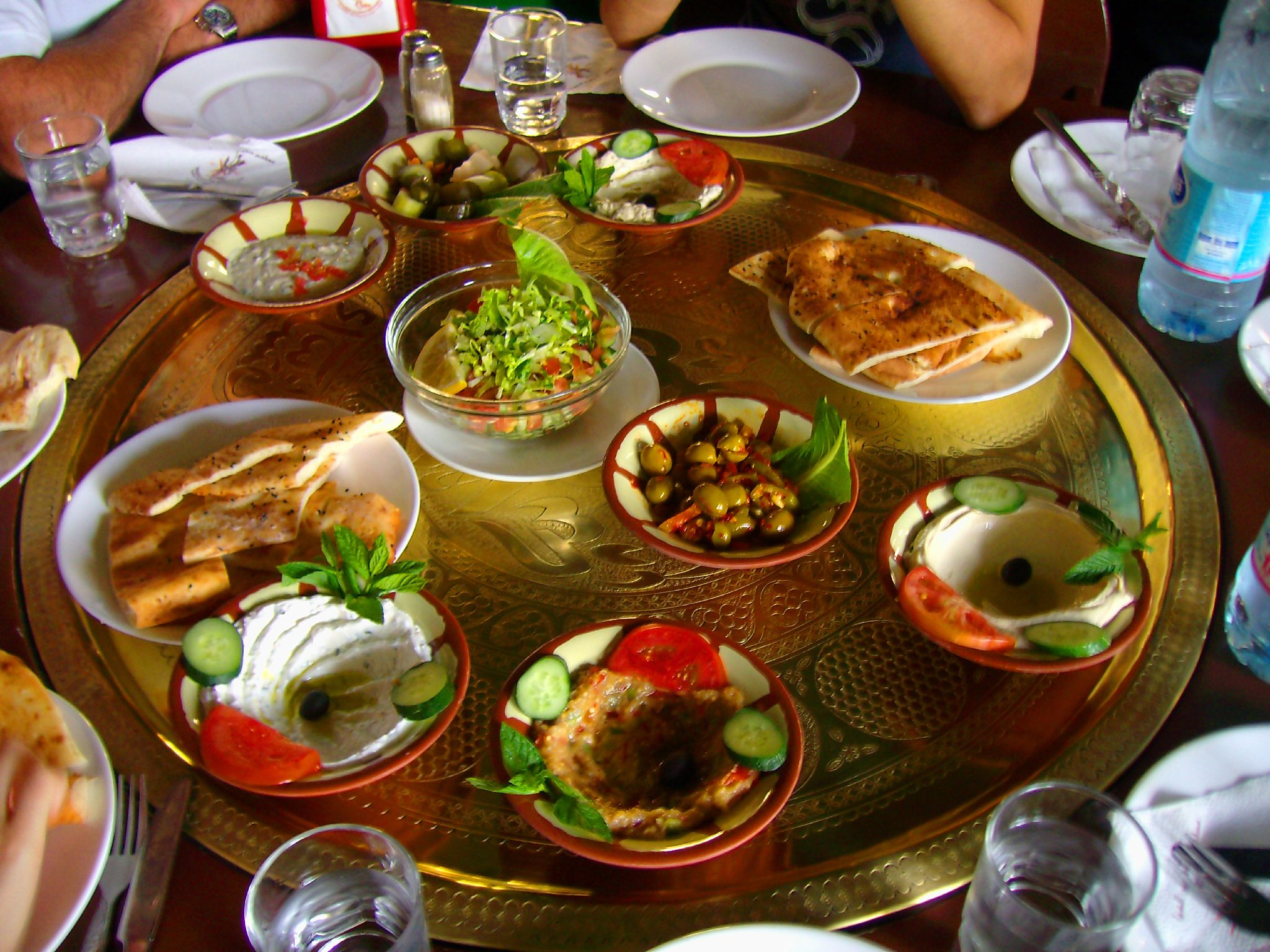
صينية مقبلات في البتراء، الأردن.

يعدّ الخبز شيئا رئيسيا عند الأردنيين حيث لا تاكل العديد من الاطعمة الا به. ومن الاطعمة الشائعة عند الأردنيين والتي تكون مكونا أساسيا في معظم وجبات الطعام الأرز (المنسف، المقلوبة, الاوزي) والذي حل مكان البرغل القمح في الفترة الأخيرة بعد تناقص الأراضي الزراعية، والبقوليات, والزيتون, وزيت الزيتون, واللبن, والخضروات (القرنبيط (الزهرة) والباذنجان والبطاطا والبامية والبندورة، والخيار) ولحم الضأن أو الدجاج، والفواكه (المشمش والتفاح والموز والبطيخ، والبرتقال). الارز يعدّ طبق رئيسي ويؤكل كل يوم تقريبا وخاصة يوم الجمعة, ويكون هو الطبق الرئيسي ويقدم في العادة في فترة منتصف ما بعد الظهر. ويوضع طبق كبير من الارز (يسميه الأردنيين "سدر") في المركز ويكون عليه قطع اللحم , تحيط به صحون صغيرة من اللبن. تستخدم مغرفة الطعام لسكب الارز في الصحون، حيث لايتم اكل من الطبق مباشرة، الا إذا كان الارز منسف، فان هناك الكثير يفضلون الاكل من الطبق مباشرة. ويجب أن تعرف انه لا يتم استخدام اليد اليسرى في الاكل ابدأ. كما يعدّ المنسف من أكثر المأكولات الشعبية شهرة وشيوعا في الأردن المنسف الذي يعدّ وليمة أساسية في الأفراح والأتراح (في بيوت العزاء، المناسبات, الأعياد وحفلات الزفاف)، كما أنه يعد رمز للتمسك بالإصول بالنسبة للعديد من الأردنيين، وخاصة أنه يتم تناول هذه الوجبة باستعمال اليد، ويقدم طبق (سدر) المنسف مع اللبن المطبوخ، ويوضع الارز فوق خبز (الشراك) ويرش على وجهه البقدونس الناعم والصنوبر أو اللوز المقلي، وعلى راس طبق (سدر) المنسف قطع اللحم البلدية (بعضهم يستخدم الدجاج أو اللحم المستورد لكن تعدّ هذه غير محببة حيث هناك مقولة أردنية بالعامية تقول 
| ثقافة أردنية | منسف عجاج ما ينفع أردنية بدهوم منسف باللحمة البلدية | ثقافة أردنية |

### القهوة الأردنية

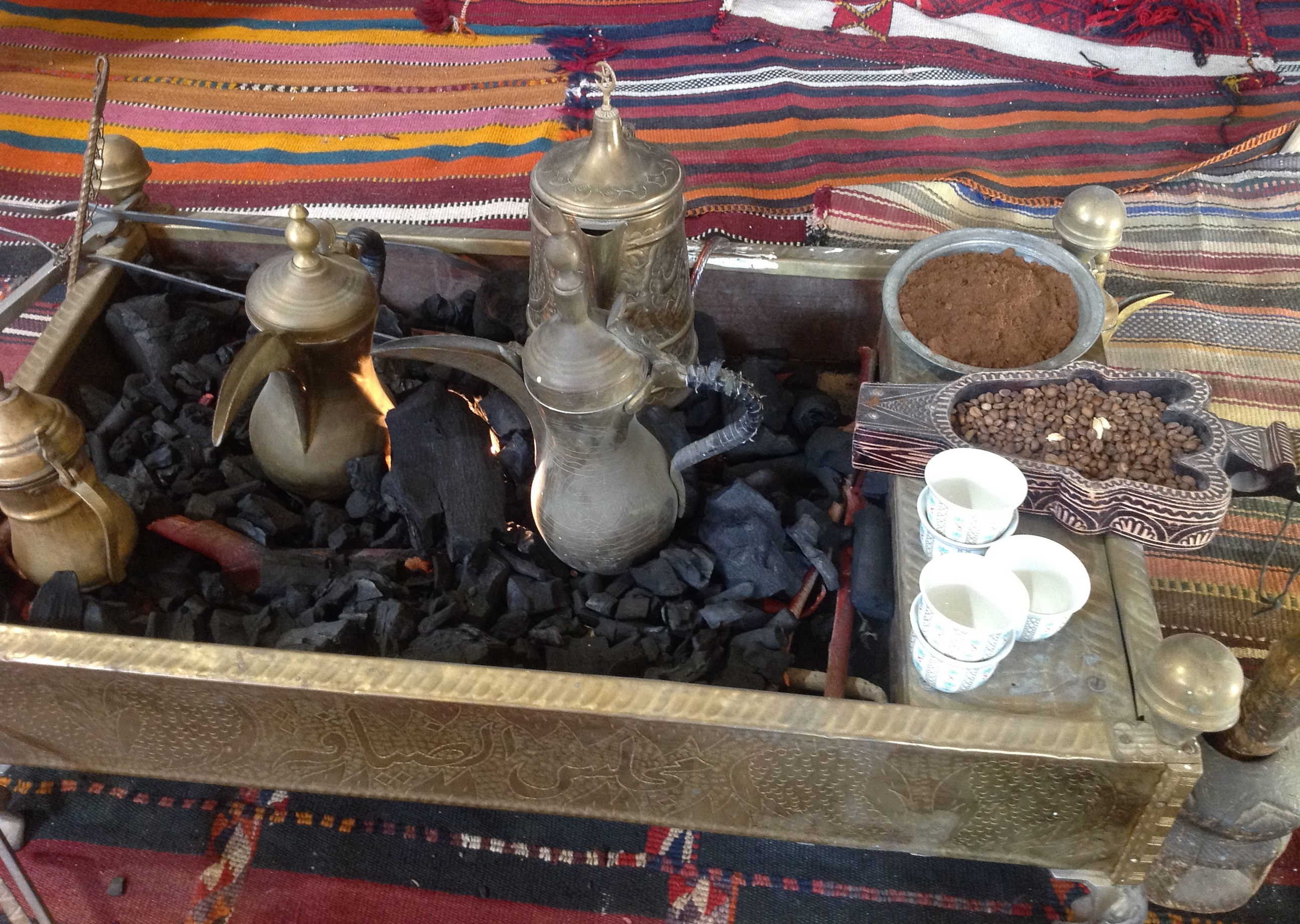
أدوات تحضير القهوة الأردنية.

تعتبر القهوة أحد أرسخ القيم والعادات، عند الأردنيين عامة، وعند البدو خاصة، إذ لا تخلو مجالسهم منها لا بالليل ولا بالنهار، تسكب باليسار، تقدم وتؤخذ باليمين، وتشرب على ثلاث رشفات، حدّها ثلاث فناجين، أو أن يهز الضيف فنجانه في إشارة إلى اكتفاءه.

## الأدب

الشاعر الأردني مصطفى وهبي التل (عرار).

ازدهر الشعر والنثر في زمن الامارة، إذ كان مصطفى وهبي التل (الملقب بـ عرار) شاعر الأردن الأول حيث قال شعراً فصيحاً منظوماً أقرب إلى روح الشعب، وكان صوتاً جريئاً ناطقاً باسم فقراء الأمة ومظلوميها في تلك الفترة. وفي حقل النثر، كان محمد صبحي أبو غنيمة أول من كتب 'أغاني الليل'، وهي مجموعة قصص اجتماعية وأخلاقية وأدبيّة. بعد وحدة الضفتين ظهر أدب جديد من تمازج الهويّة الأردنيّة والفلسطينية، أنتج أدباء فلسطينيون أردنيون كتبوا الرواية والقصة مثل جُمعة حمّاد ومفيد نحلة، وشعراء أردنيون فلسطينيون مثل; خليل زقطان وفدوى طوقان. كان عقد الخمسينات، والستينات مرحلة التأسيس للأدب الأردني الحقيقي، ففيها نشأت المجلات الأدبية المتخصصة التي ترعى الأدب وتشجع الأدباء، وفي هذه المرحلة تعددت المنابر الأدبية وكثر التأليف، ونشأت رابطة الكتّاب الأردنيين عام 1976، وضمّت مئات الشعراء والكتّاب في أنشطتها.

## الفن

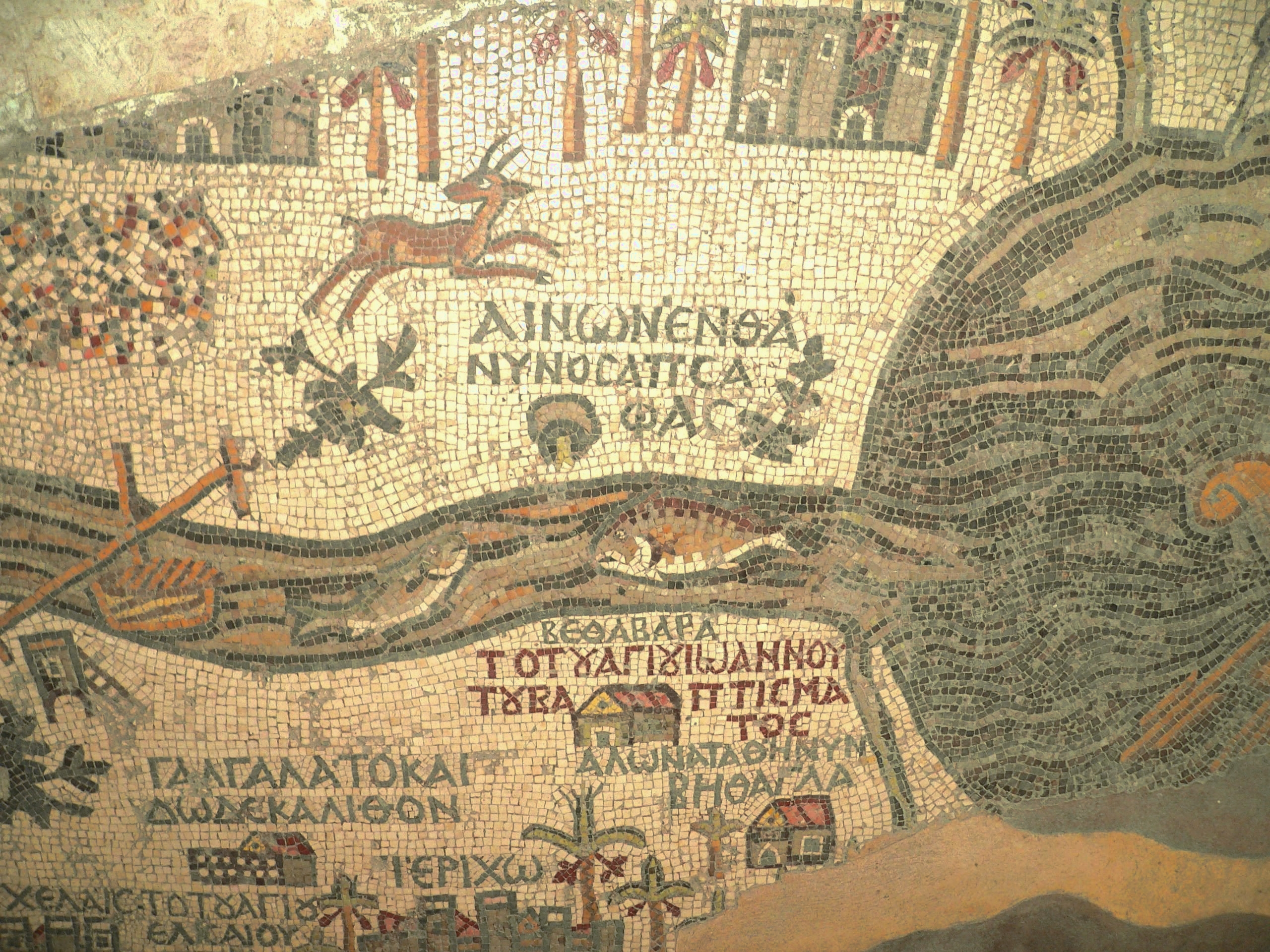
نهر الأردن على خريطة مادبا الفسيفسائية

## الرقص

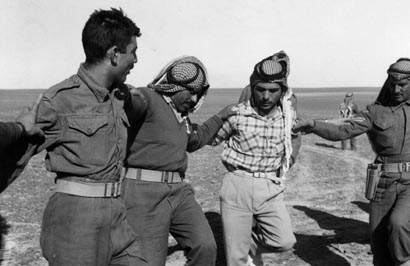
الحسين بن طلال، (ثالث ملوك المملكة الأردنية الهاشمية)، يرقص الدبكة مع مجموعة من الأردنيين البدو.

## الرياضة
يُعد الأردن من أكثر الدول العربية في آسيا اهتماما بالشباب والرياضة بشكل عام، ويتجلى ذلك في عدد المجمعات والمدن الرياضية المخصصة للشباب، مما أثر إيجابا على مشاركاته في بطولات عربية وإقليمية ودولية كثيرة وخاصة على مستوى كرة القدم وكرة السلة، اللتان تلقيا إقبالا واهتماما كبيرا من قبل الشباب الأردني. كذلك ألعاب الدفاع عن النفس والسباحة وكرة التنس واليد والفروسية كلها ألعاب يقبل عليها الشباب في هذه المدينة بشغف. كما ساهم المجلس الأعلى للشباب بتنمية قدرات الشباب من جميع النواحي الحياتيه عن طريق نشر مراكز الشباب في مختلف محافظات المملكة.
من أكثر الأندية شعبية بين الجمهور الأردني على مستوى كرة القدم، هي أندية الوحدات (يتخد من ستاد القويسمة الدولي في الوحدات مقرا له) والفيصلي (يتخد من ستاد عمان الدولي مقرا له) بالإضافة إلى أندية أخرى مثل نادي البقعة، شباب الأردن، نادي الحسين إربد والرمثا. كما يلقى نادي زين والنادي الأرثوذكسي ونادي التطبيقية ونادي الأرينا... إلخ اهتماما كبير من قبل الجمهور ومشجعي كرة السلة الأردنية.